# Europejski rejestr emisji zanieczyszczeń
Europejski rejestr emisji zanieczyszczeń (EPER) jest systemem ewidencji i raportowania zanieczyszczeń stosowanym przez kraje członkowskie Unii Europejskiej. Jest on ściśle powiązany z realizacją dyrektywy IPPC.
Rozporządzenie E-PRTR ma na celu poprawę publicznego dostępu do informacji dotyczących środowiska poprzez ustanowienie spójnego i zintegrowanego Rejestru Uwalniania i Transferu Zanieczyszczeń, przyczyniając się tym samym ostatecznie do zapobiegania zanieczyszczeniom środowiska i ich ograniczenia oraz zapewniając potrzebne informacje decydentom, a także ułatwiając udział społeczeństwa w podejmowaniu decyzji dotyczących środowiska.

## PRTR (Pollutant Release and Transfer Registers)
W 1985 roku w Stanach Zjednoczonych uchwalono ustawę Emergency Planning and Community Right to Know Act na podstawie której powstał pierwszy w świecie system PRTR określany nazwą the Toxics Release Inventory (TRI), który doskonale sprawuje się w USA.
Rozporządzenie E-PRTR przewiduje wdrożenie Protokołu PRTR EKG ONZ na poziomie Wspólnoty. Protokół ten obejmuje rodzaje działalności określone w załączniku I do dyrektywy IPPC (który jest identyczny z załącznikiem A3 do decyzji w sprawie EPER). Protokół i załącznik I do rozporządzenia E-PRTR zawierają jednak kilka zmian i dodatkowych rodzajów działalności w porównaniu z załącznikiem I do dyrektywy IPPC: Zanieczyszczenia, progi uwalniania i transferu poza miejsce powstania
W przypadku prowadzenia działalności wyszczególnionej w załączniku I do rozporządzenia E-PRTR i przekroczenia progu wydajności w nim podanego zachodzi obowiązek zgłaszania uwalniania i transferów poza miejsce powstania, przy czym dodatkowy warunek stanowi, że muszą być również przekroczone określone wartości progowe uwalniania lub wartości progowe transferu poza miejsce powstania zanieczyszczeń zawartych w ściekach przeznaczonych do oczyszczenia lub wartości progowe odpadów. 

## Rodzaje działalności
Załącznik I do rozporządzenia E-PRTR wyszczególnia 65 rodzajów działalności. Załącznik I umożliwia operatorom określenie, czy są oni objęci odnośnym obowiązkiem sprawozdawczości.

Rodzaje działalności są podzielone na 9 branż:
1. Przemysł energetyczny
2. Produkcja i obróbka metali
3. Przemysł mineralny
4. Przemysł chemiczny
5. Gospodarka odpadami i ściekami
6. Produkcja i przetwórstwo papieru oraz drewna
7. Intensywny chów lub hodowla inwentarza żywego i akwakultura
8. Produkty zwierzęce i roślinne w sektorze spożywczym
9. Inne rodzaje działalności

Załącznik I do rozporządzenia E-PRTR zawiera tabelę, w której:
- podano kod dla każdej działalności (kolumna 1);
- podano krótki opis danej działalności (kolumna 2);

oraz
- określono wartość progową wydajności dla szeregu takich „rodzajów działalności z załącznika I” (kolumna 3).